# Rover Streetwise

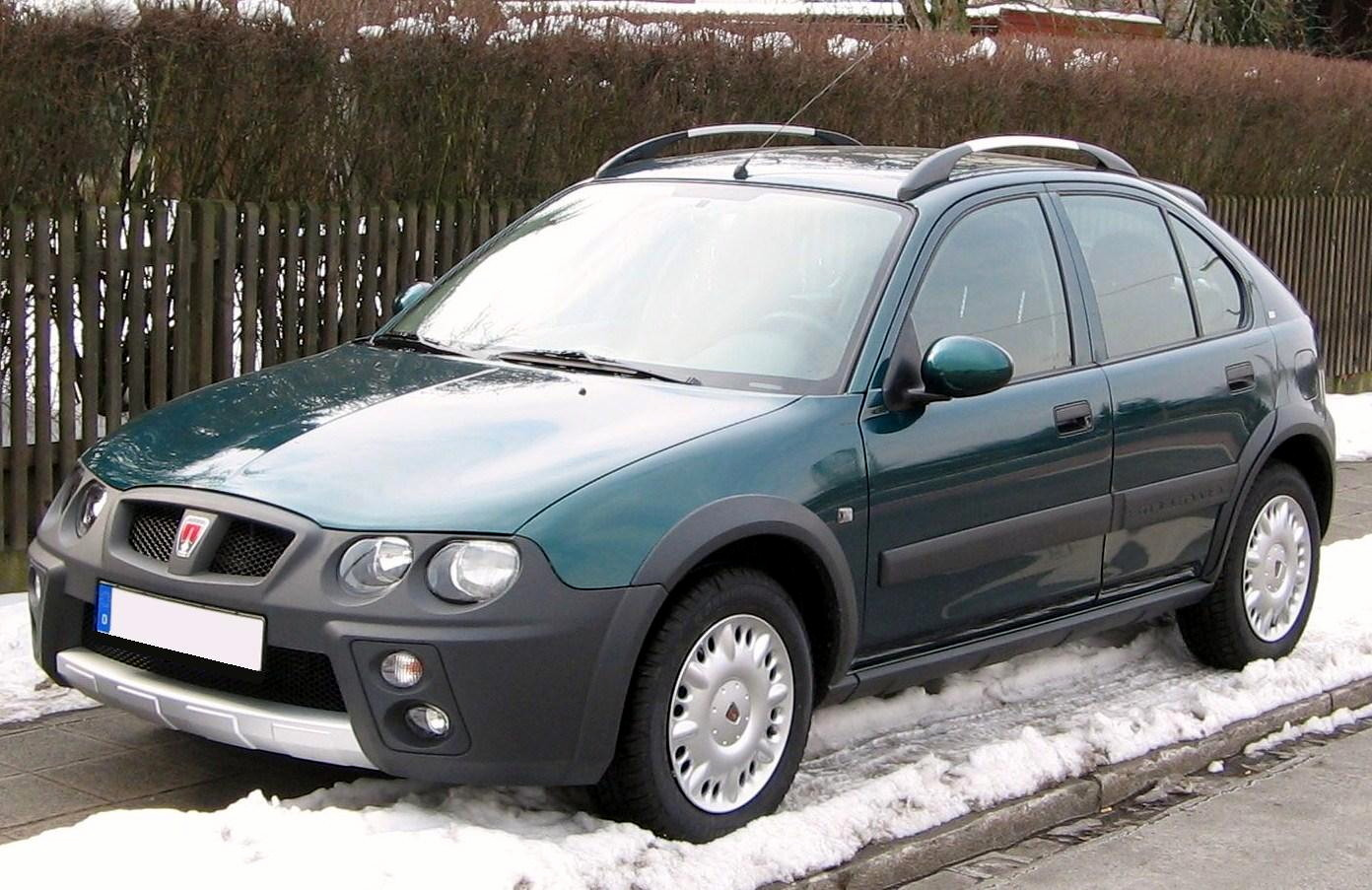
Rover Streetwise från 2005.

Rover Streetwise var en bilmodell som presenterades 2003. Modellen byggde på småbilen 25, men hade en delvis egen, crossoverliknande, design. De främsta attributen var att Streetwise hade en ökad markfrigång, oömma karossytor i robust, ofärgad plast, samt takrails. 
Detta koncept liknar exempelvis Volkswagen CrossPolo och Citroën C3 X-TR som debuterade några år senare. Sitt terrängliknande utseende till trots så var dock Streetwise framhjulsdriven. Modellen hade överlag en högre utrustningsnivå än 25-modellen, men var också väsentligt dyrare. Den fanns med fyra olika motorer på 1,4 till 2,0 liter; antingen med tre eller fem dörrar. År 2005 lades tillverkningen av Streetwise ned, i samband med att Rover gick i konkurs.